# Naomi (Wrestlerin)
Trinity Fatu (* 30. November 1987 in Sanford, Florida, USA als Trinity McCray) ist eine US-amerikanische Wrestlerin, Tänzerin, Sängerin und Model. Zurzeit steht sie bei  World Wrestling Entertainment unter Vertrag, wo sie unter dem Ringnamen Naomi auftritt. Sie war eine Hauptdarstellerin der Reality Show Total Divas. Sie ist die Ehefrau von Jonathan Fatu, besser bekannt ist unter seinem Ringnamen Jimmy Uso. Durch diese Ehe ist sie ein Mitglied der berühmten Wrestling Familie Anoaʻi. Ihr größter Erfolg war der zweifache Erhalt der SmackDown Women’s Championship.

## Biografie

### World Wrestling Entertainment (2009–2022)

#### Anfänge (2009–2012)
Im August 2009 unterzeichnete sie einen Vertrag bei World Wrestling Entertainment. Ihr Debüt feierte sie unter dem Ringnamen Naomi Knight am 9. September 2009 bei Florida Championship Wrestling, der damaligen Aufbauliga der WWE. Sie wurde als Lumberjill im Match zwischen Angela und Serena Mancini eingesetzt. Am 29. Oktober 2009 bestritt sie ihr erstes Wrestlingmatch. Sie verlor gemeinsam mit Alex Riley in einem Mixed Tag Team Match gegen AJ Lee und Brett DiBiase. Am 20. Mai 2010 wurde ein Turnier gestartet um die erste FCW Divas Championesse zu bestimmen. Am 20. Juni 2010 besiegte sie im Finale Serena und gewann als erste Wrestlerin den FCW Divas Championship. Den Titel verlor sie am 16. Dezember 2010 an AJ Lee. Im Oktober 2010 wurde ihr Ringname in Naomi geändert. Ihr letztes Match bei FCW bestritt sie am 3. Oktober 2011, als sie gegen Audrey Marie ein Match um den FCW Divas Championship verlor. Sie nahm an der dritten Staffel von NXT teil. Ihre Mentorin war Kelly Kelly. Sie debütierte bei der Episode vom 7. September 2010, wobei sie einen Tanzwettbewerb gewann. Sie bestritt verschiedene Wettkämpfe gegen die anderen Teilnehmerinnen. Bei der finalen Episode am 30. November 2010 verlor sie gegen Kaitlyn und belegte am Ende den zweiten Platz in der dritten Staffel von NXT.

#### The Funkadactyls und Heel Turn (2012–2016)

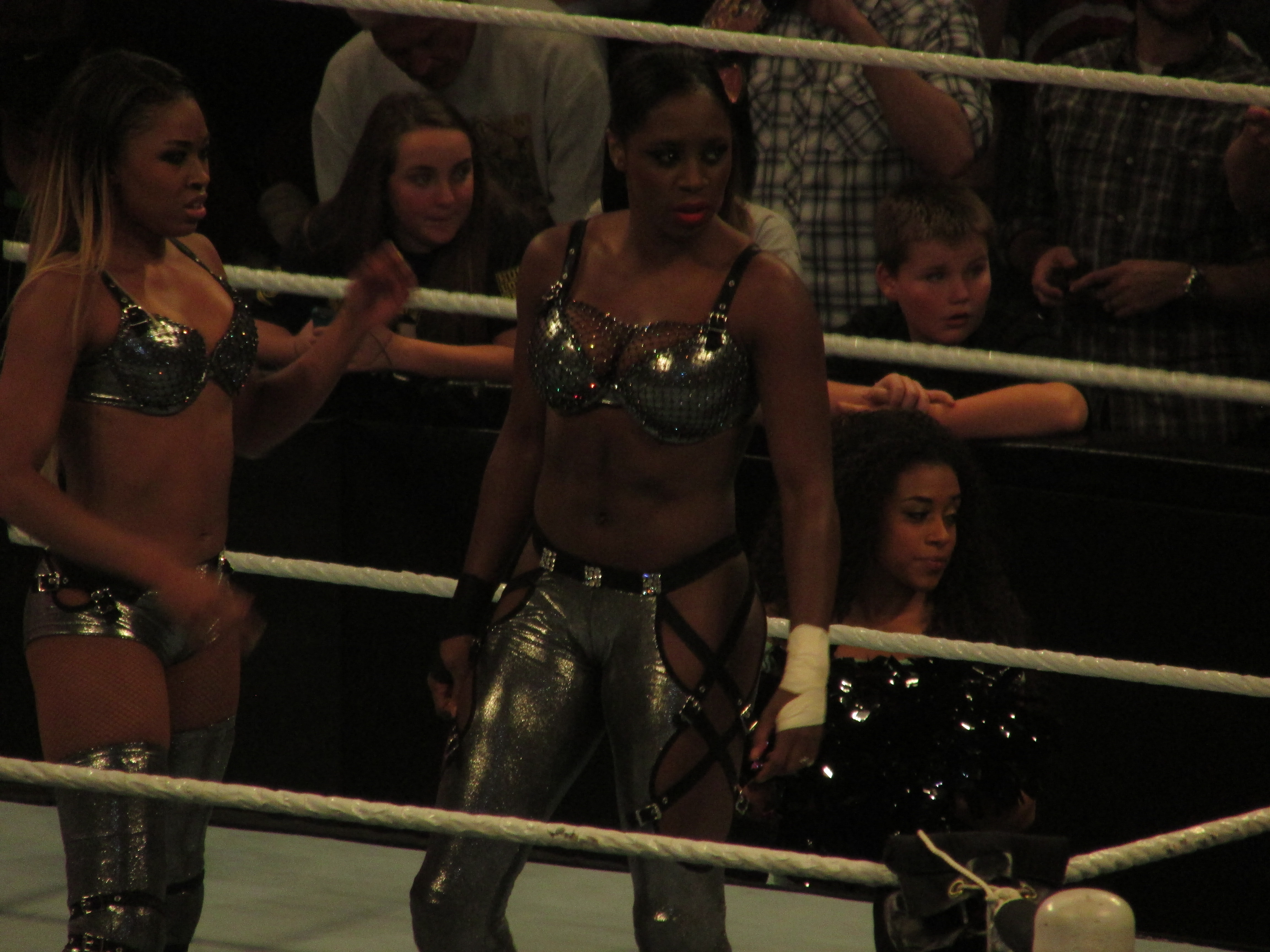
Cameron und Naomi als The Funkadactyls, 2013

Bei der Raw Ausgabe vom 9. Januar 2012 feierte sie gemeinsam mit Cameron als Tänzerinnen von Brodus Clay ihr Debüt im Main Roster. Sie bildete mit Cameron das Team The Funkadactyls und sie traten fortan als Tänzerinnen von Brodus Clay auf. Am 16. Dezember 2012 gewann sie bei der Pre-Show des Pay-per-Views WWE TLC: Tables, Ladders & Chairs eine Battle Royal und bekam somit eine Chance auf den WWE Divas Championship. Am selben Abend verlor sie das Titelmatch gegen die Divas Championesse Eve Torres. Brodus Clay begann eine Fehde gegen Tensai. Während der Fehde taten sich die beiden zusammen und gründeten das Team Tons of Funk. Sie und Cameron waren dann die Tänzerinnen von den Tons of Funk. Die vier fehdeten dann gegen die Bellas und die Rhodes Scholars (Cody Rhodes und Damien Sandow). Nachdem sich die Tons of Funk aufgelöst hatten, begleiteten sie und Cameron fortan R-Truth und Xavier Woods bei ihren Matches. Bei WrestleMania-30 bekam sie eine Chance auf den WWE Divas Championship in einem Vickie Guerrero Invitational Match. Bei diesem Match konnte AJ Lee ihren Titel erfolgreich verteidigen. In diesem Match waren auch Aksana, Alicia Fox, Brie Bella, Cameron, Emma, Eva Marie, Layla El, Natalya, Nikki Bella, Rosa Mendes, Tamina und Summer Rae beteiligt. In den folgenden Wochen wurde sie von ihrer Freundin Cameron angegriffen und die Funkadactyls wurden somit aufgelöst. Bei WWE Money In The Bank 2014 bekam sie erneut eine Chance auf den WWE Divas Championship. Sie verlor das Match gegen Paige. Danach fehdete sie gegen ihre ehemals beste Freundin Cameron.
Danach wurde sie die Valet der Usos und fehdete gemeinsam mit ihrem Ehemann Jimmy Uso und ihrem Schwager Jey Uso gegen die WWE Tag Team Champions The Miz und Damien Mizdow und Alicia Fox. Im Laufe der Fehde sicherten sich die Usos die WWE Tag Team Championship. Danach fehdeten sie gegen Cesaro, Tyson Kidd und Natalya. Die Usos verloren die WWE Tag Team Championship an Cesaro und Tyson Kidd. Sie fehdete anschließend gegen Paige und Nikki Bella um die WWE Divas Championship, sie konnte sich den Titel allerdings nicht holen. Am 13. Juli 2015, nachdem Stephanie McMahon eine Revolution in der Diven Division ankündigte, stellte sie zuerst Charlotte und Becky Lynch an die Seite von Paige, ehe Naomi und Tamina herauskamen und ihren Platz forderten. Daraufhin kündigte Stephanie McMahon Sasha Banks an, die sich Naomi und Tamina anschloss. Die 3 waren fortan als Team BAD unterwegs. Sie fehdeten gegen Team PCB und Team Bella. Am 1. Februar 2016 haben sie und Tamina ihre Stable-Kollegin Sasha Banks angegriffen und aus dem Stable geworfen. Am 21. Februar 2016 bei WWE Fastlane verloren sie und Tamina in einem Tag Team Match gegen Becky Lynch und Sasha Banks. Nach dieser Niederlage wurde die Fehde zwischen den Team-BAD-Mitgliedern und Sasha Banks endgültig abgeschlossen.

#### The Glow Gimmick und erste Titelgewinne (2016–2019)

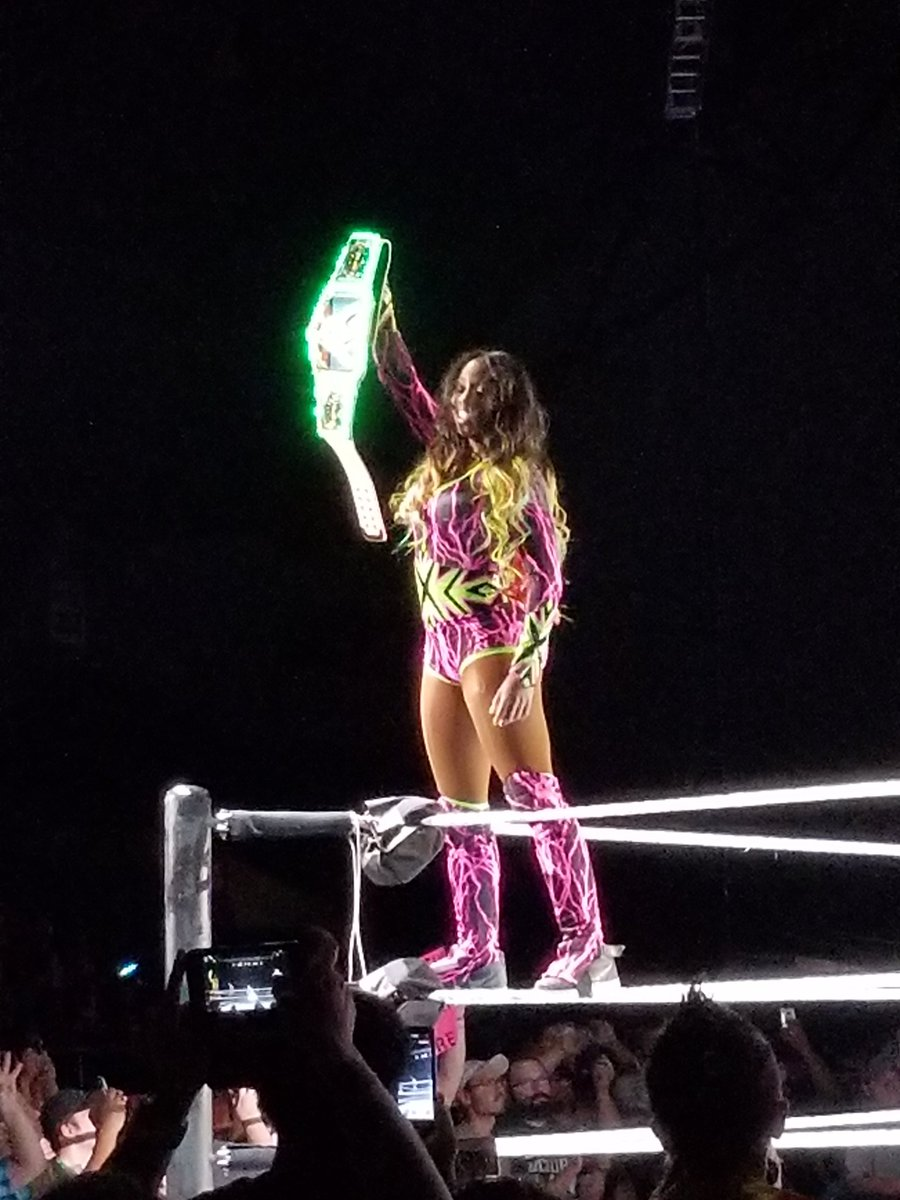
Naomi ist eine zweifache SmackDown Women's Champion, 2017

Durch eines Sehnenrisses im Knöchel und einer Filmpause für ''The Marine 5: Battleground'' fehlte Naomi bis nach dem zurückkehrenden WWE Draft, der am 19. Juli 2016 stattfand, im TV-Geschehen, weshalb die Gruppierung ''Team B.A.D.'' mit der ebenso verletzten Tamina inoffiziell gesplittet wurde. Durch den zuvor genannten Draft wurde sie zu SmackDown gedraftet und ist seitdem ein Teil des SmackDown-Rosters. Ihren offiziellen Rückkehr absolvierte Naomi mit einem überarbeiteten Gimmick am 16. August 2016 bei SmackDown LIVE, wo sie eigentlich gegen Eva Marie antreten sollte, diese aber nicht erschien. Ende 2016 erlitt sie erneut eine Knöchelverletzung.
Ende Januar 2017 kehrte sie erneut zurück und begann eine Fehde gegen Alexa Bliss um die SmackDown Women’s Championship. Am 12. Februar 2017 beim WWE Elimination Chamber besiegte sie Alexa Bliss und gewann von ihr die SmackDown Women’s Championship. Bei der SmackDown-Ausgabe vom 21. Februar 2017 musste sie den Titel aufgrund einer zuvor erlittenen Knieverletzung abgeben. Am 28. März feierte sie bei SmackDown ihre Rückkehr. Am 2. April 2017 bei Wrestlemania gewann sie zum zweiten Mal in ihrer Karriere die SmackDown Women’s Championship, nachdem sie Alexa Bliss, Becky Lynch, Carmella, Mickie James und Natalya in einer Six-Pack-Challenge besiegte. Bei SummerSlam am 20. August 2017 verlor sie den Titel an Natalya. Nach dem Titelverlust wirkte sie nur noch für kleinere Singles Matches oder Tag Team Matches mit, welche sie meist gewann, eine Titelchance konnte sie sich jedoch nach ihrem Titelverlust nicht mehr sichern.

#### Verschiedene Fehden und Rückzug (2019–2022)

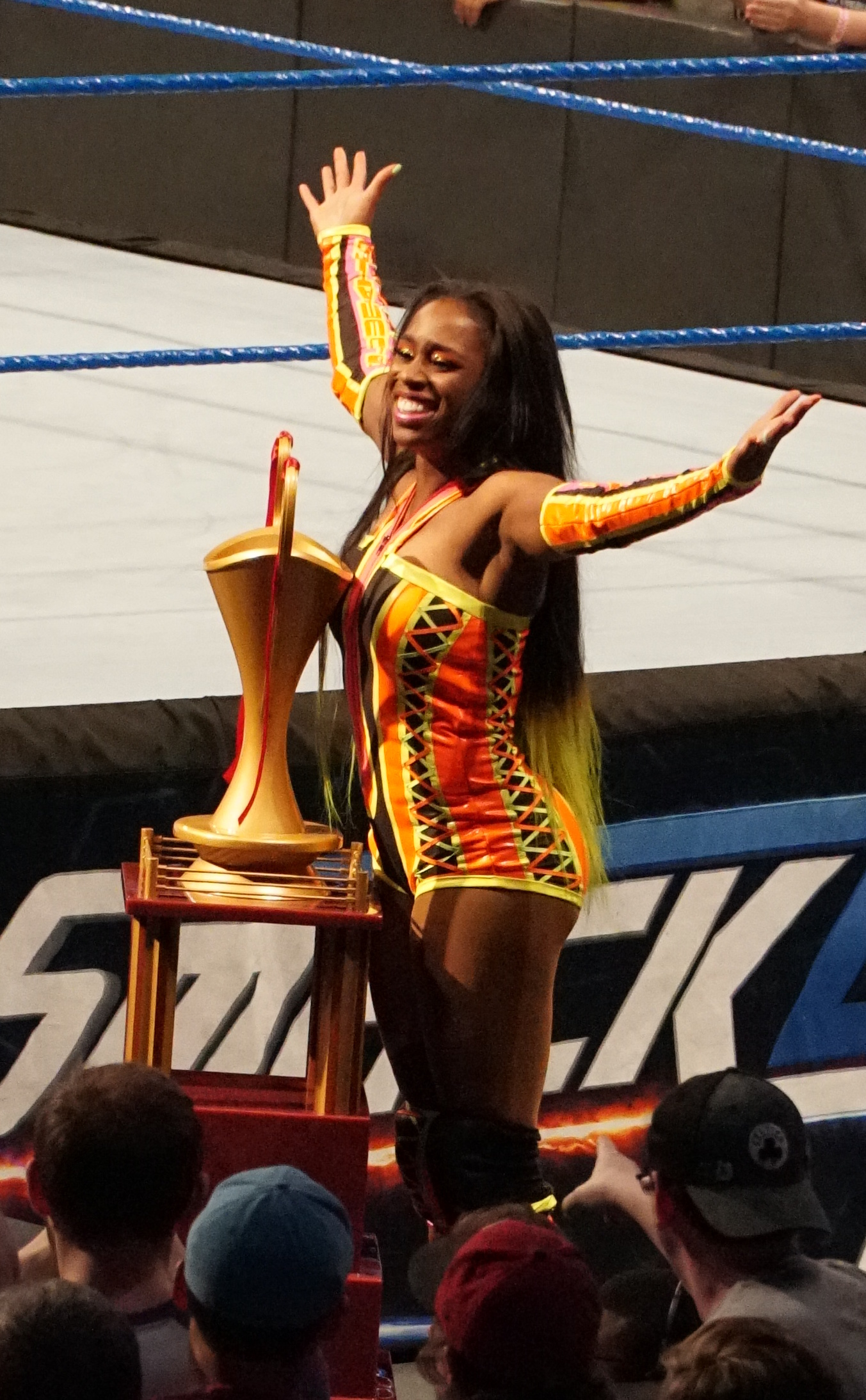
Naomi gewann die erste WrestleMania Women’s Battle Royal, 2018

Im Rahmen des Superstar Shake-Ups 2019 wechselte Naomi am 15. April 2019 von SmackDown zu Raw. Sie nahm am Money in the Bank Ladder Match am 19. Mai 2019 teil, das Match gewann sie jedoch nicht. Seitdem pausierte sie aus unbekannten Gründen. Am 26. Januar 2020 kehrte sie im Rahmen des WWE Royal Rumble PPVs in der Battle Royal zurück, das Match gewann sie jedoch nicht. Sie wurde im Zuge dessen zu SmackDown gedraftet. Am 21. Februar 2020 gewann sie ein Number One Contenders Match gegen Carmella und erhielt am 27. Februar 2020 eine Chance auf die SmackDown Women’s Championship. Den Titel konnte sie jedoch nicht gewinnen. Am 9. Oktober 2020 wechselte sie durch den Draft zu Raw. Nach einer Auszeit kehrte sie am 31. Januar 2021, im Rahmen des Royal Rumble Matches in die Shows zurück.
In einem Backstage-Segment am 27. August 2021 wechselte sich Naomi selber zu SmackDown und konfrontierte damit Sonya Deville. Am 3. April 2022 gewann sie zusammen mit Sasha Banks die WWE Women’s Tag Team Championship bei WrestleMania 38. Hierfür besiegten sie in einem Fatal-Four-Way-Tag-Team-Match Queen Zelina und Carmella, Rhea Ripley und Liv Morgan sowie Natalya und Shayna Baszler. Bei der Monday-Night-Raw-Ausgabe vom 16. Mai 2022 verließ sie ungeplant die Show und legte ihren Titel nieder. Bei der SmackDown-Ausgabe vom 20. Mai 2022 wurden die Titel dann schlussendlich nach einer Regentschaft von 47 Tagen für vakant erklärt. Nach mehreren Monaten voller Spekulationen, gab sie im März 2023 ihren Rückzug von der WWE bekannt.

### Außerhalb des Wrestlings
Sie war von 2007 bis Mitte 2009 eine Cheerleaderin und Tänzerin der Orlando Magic in der NBA. Sie war auch eine Background-Tänzerin des Rappers Flo Rida. Im Mai 2014 veröffentlichte Naomi ein Lied mit dem Titel „Dance All Night“ und die begleitende Musik-Video wurde auf WWE YouTube-Kanal veröffentlicht. Sie ist außerdem mit dem Wrestler Jonathan Fatu, besser bekannt als Jimmy Uso, verheiratet. Neben The Miz, Maryse Ouellet, Heath Slater, Bo Dallas, Curtis Axel und Luke Harper spielte Naomi 2017 in dem von WWE Studios produzierten Film ''The Marine 5: Battleground'' mit.

## Titel und Auszeichnungen

### Titel
- Florida Championship Wrestling
  - 1× FCW Divas Champion

- Total Nonstop Action Wrestling
  - 1× TNA Knockouts World Champion

- World Wrestling Entertainment
- 1× WWE Women's World Champion
  - 2× WWE SmackDown Women’s Champion
  - 2× WWE Women’s Tag Team Champion jeweils 1× mit Bianca Belair und Sasha Banks

### Auszeichnungen
- World Wrestling Entertainment
  - 2018: WrestleMania Women’s Battle Royal Siegerin
  - 2025: Money in the Bank Siegerin